# Miguel Moreno Moreno
Miguel Moreno Moreno (Velamazán, 1926-Soria, 20 de octubre de 2010) fue un historiador, periodista y escritor español. Cronista oficial de Soria, Ágreda, Navaleno y San Pedro Manrique, fue uno de los máximos estudiosos e historiadores del pasado y el presente de Soria, avalado por más de cincuenta libros publicados.

## Biografía
Nació en Velamazán en 1926. Estudió el Bachillerato en Aranda de Duero, donde con apenas quince años ya era colaborador de la revista Juventud que editaban los colegios claretianos de Castilla, Navarra y País Vasco, así como Diario Duero, y periódicos de Sigüenza y Guadalajara.
Cursó sus estudios de Magisterio en la Escuela Normal de Soria. En el año 1948 ya figuraba entre los colaboradores oficiales de Campo soriano (rotativo local que llegó a dirigir durante la Transición entre los años 1976 y 1982), labor que pronto comenzaría a compaginar con las ondas en Radio Juventud de Soria, donde tenía dos programas: uno dedicado a antiguos recetarios de cocina tradicional soriana y otro titulado Cruzando la tierra de Soria, que sería la semilla de sus posteriores trabajos sobre la historia y las costumbres de la provincia.
En el año 1962 fue designado director de Casa de Observación del Tribunal Tutelar de Menores que en los años 70 fue declarada modelo de obra de menores. Por su labor en esta institución, recibió el Premio Nacional Gabriel María de Ibarra.
El 6 de septiembre de 1984 fue nombrado cronista oficial de Soria. Destaca su afán por la recopilación de la tradición soriana. El cronista contribuyó a recuperar, junto a la Asociación de Amas de Casa y Consumidores Numancia, la tradicional fiesta de Santa Águeda. Donó al Ayuntamiento de Soria de parte del mobiliario (un escritorio, dos sillas y una mesilla) que perteneció al piso de casados de Antonio Machado y Leonor Izquierdo y que Moreno compró a la madre de esta, Isabel Cuevas, de la que fue su último huésped. El mobiliario forma parte de la Casa de los Poetas, museo localizado en el Casino. En reconocimiento, fue nombrado Hijo Adoptivo de la ciudad de Soria el 9 de febrero de 1995.
Miguel Moreno también fue mantenedor durante treinta y tres años, hasta el ejercicio 2007, de las Jornadas de la matanza que celebra todos los años el restaurante burgense Virrey Palafox. Entre los reconocimientos adquiridos a lo largo de su dilatada trayectoria destaca también la medalla de oro de la Orden. Fue enterrado en el cementerio del Espino.

## Obras
Entre las más de cincuenta obras que llegó a publicar Miguel Moreno, la última, un estudio sobre la torre de la iglesia de su pueblo natal, destacan, asimismo, Andar, ver y contar, Memorial de Soria, Biografía curiosa de Soria o Todas las calles de Soria.